# Imperatorovi naslednici
Imperatorovi naslednici je 40. epizoda serijala Nik Rajder obјavljena u Lunov magnus stripu #1002. Epizoda je premijerno u Srbiji objavljena 21. jula 2022. Koštala je 270 dinara (2,2 €, 2,5 $). Epizoda je imala 60 strana. Autor naslovne stranice je Franko Doneteli, poznat po stripu Zagor. Tiraž ove sveske bio je 3.000 primeraka.

## Originalna epizoda
Ova epizoda je premijerno objavljena u Italiji kao #40 pod nazivom Allo'ombra dell'imperatore u Italiji 1. septembra 1991. godine. Scenario je napisao Medda Michele, a nacrtao Antinori Federico.

## Nastavak izlaženja LMS
Ovo je četvrta epizoda Lunov magnus stripa koja je objavljena posle 1993. godine, kada je serijal prestao da izlazi. Poslednja epizoda nosila je #997, a #998 nikada nije objavljen. Razlog što izdavačka kuća Golconda nije mogla da nastavi sa #998 jeste u tome što je u njemu trebalo da se pojavi Mister No, a izdavačka prava za taj serijal od 2008. godine drži kuća Veseli četvrtak, koja ga izdaje u posebnoj ediciji.